# Cantonul Sainte-Suzanne (Mayenne)
Cantonul Sainte-Suzanne (Mayenne) este un canton din arondismentul Laval, departamentul Mayenne, regiunea Pays de la Loire, Franța.

## Comune
- Blandouet
- Chammes
- Sainte-Suzanne (reședință)
- Saint-Jean-sur-Erve
- Saint-Léger
- Saint-Pierre-sur-Erve
- Thorigné-en-Charnie
- Torcé-Viviers-en-Charnie
- Vaiges